# Джаксънова мангуста
Джаксъновата мангуста (Bdeogale jacksoni) е вид хищник от семейство Мангустови (Herpestidae). Видът е почти застрашен от изчезване.

## Разпространение
Разпространен е в Кения, Танзания и Уганда.

## Описание
Теглото им е около 2,5 kg.
Популацията на вида е намаляваща.